# Hamid Mir
Hamid Mir (Lahore, 23 luglio 1966) è un giornalista pakistano conosciuto in occidente per le sue numerose interviste a personaggi iconici contemporanei come Osama bin Laden.
Pubblica articoli in lingua urdu e in lingua inglese rivolti sia ad un pubblico pakistano che internazionale.

## Biografia
Figlio del giornalista pakistano Waris Mir, spese i suoi primi anni di carriera presso diverse testate locali. Grazie all'endorsement di svariate figure politiche pakistane divenne molto presto popolare.
Mir iniziò a lavorare per il Daily Jang (lo stesso giornale per il quale lavorò il padre) nel 1987. Nel 1996 divenne editore per conto del Daily Pakistan, ma perse il posto al seguito di un suo controverso articolo riguardante la presunta corruzione del primo ministro Nawaz Sharif. Il 25 dicembre 1997 fondò il proprio giornale, il Daily Ausaf.
Hamid Mir intervistò svariati personaggi di spicco; oltre alle sue molto conosciute interviste al terrorista Osama bin Laden intervistò anche personaggi come John Kerry, Hillary Clinton, Tony Blair, Colin Powell, Nelson Mandela, Shimon Peres e Shah Rukh Khan.

### Gli incontri con Osama bin Laden

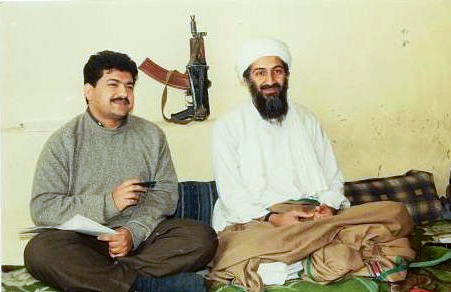
Hamid Mir intervista Osama Bin Laden nel marzo 1997

Nel marzo 1997 fu il primo giornalista in assoluto ad intervistare Osama bin Laden, che incontrò presso il complesso di caverne di Tora Bora. Nel maggio 1998 intervistò nuovamente bin Laden per conto del giornale da lui stesso fondato. L'8 novembre 2001 fu anche il primo giornalista ad intervistare lo stesso leader talebano dopo l'11 settembre in una località nei pressi di Kabul mai identificata.

### Attentati alla sua vita
(Hamid Mir sul suo profilo Twitter ufficiale)
Nel novembre 2012 ad Islamabad venne piazzato nella sua autovettura circa mezzo chilo di esplosivo che venne però tempestivamente inertizzato dagli artificieri. In seguito il movimento dei talebani pakistani rivendicò il tentativo di assassinio.
Nel 2014 sempre ad Islamabad mentre si recava al suo ufficio presso la Geo News venne intercettato da un commando di terroristi (un'automobile e diversi motocicli) che bersagliarono la sua auto con armi da fuoco. Raggiunto da tre pallottole, fu portato in un ospedale privato e solo dopo un'operazione chirurgica venne considerato fuori pericolo.

## Vita privata
Hamid Mir è sposato ed ha due figli. Sia la moglie che i figli dovettero vivere per diverso periodo fuori dal Pakistan per motivi di sicurezza personale.

## Controversie
Nella sua carriera è stato più volte accusato di essere filo-talebano. D'altro canto, i talebani lo hanno accusato di essere una spia al servizio della CIA, tentando addirittura di assassinarlo nel 2012.

## Opere
- Bhuṭṭo kī siyāsī pesh goʼiyān̲,1990
- Qalam kamān : Pākistān kā mustaqbil ISBN 9694964563 ISBN 9789694964560, 2014